# Wartburgkreis
Wartburgkreis är ett distrikt (Landkreis) i västra delen av det tyska förbundslandet Thüringen.

## Administrativ indelning
I förvaltningsrättslig mening finns i modern tid ingen skillnad mellan begreppet Stadt (stad) gentemot Gemeinde (kommun). Följande kommuner och städer ligger i Wartburgkreis: 

### Städer
| - Bad Liebenstein | - Treffurt | - Vacha | - Werra-Suhl-Tal |

### Kommuner
| - Barchfeld-Immelborn - Gerstungen | - Hörselberg-Hainich - Krayenberggemeinde | - Unterbreizbach | - Wutha-Farnroda |

### Förvaltningsgemenskaper

#### Bad Salzungen
| - Bad Salzungen (stad) - Leimbach |

#### Dermbach
| - Dermbach - Empfertshausen | - Oechsen | - Weilar | - Wiesenthal |

#### Geisa
| - Buttlar | - Geisa (stad) | - Gerstengrund | - Schleid |

#### Hainich-Werratal
| - Amt Creuzburg (stad) - Berka vor dem Hainich | - Bischofroda - Frankenroda | - Hallungen - Krauthausen | - Lauterbach - Nazza |

#### Ruhla
| - Ruhla (stad) - Seebach |